# Dušan Galis
Dušan Galis (* 24. listopadu 1949, Ružomberok) je bývalý slovenský fotbalista, trenér a politik. 30.9.2023 byl zvolen poslancem Národní rady Slovenské republiky. Kandidoval za stranu SMER - sociálná demokracia.

## Fotbalová kariéra
Byl československý reprezentant, držitel zlaté medaile z mistrovství Evropy roku 1976. V československé reprezentaci odehrál 8 zápasů a vstřelil jeden gól (v kvalifikačním utkání na mistrovství Evropy 1976 proti Anglii). V roce 1976 se jakožto hráč VSS Košice stal s 21 góly nejlepším střelcem 1. československé ligy. S týmem VSS Košice roku 1973 získal i Slovenský pohár. V československé lize hrál za VSS Košice a Slovan Bratislava, nastoupil ve 226 utkáních a vstřelil 89 gólů. Dále hrál ve Španělsku za Cádiz CF, druhou slovenskou ligu za ZVL Žilina, V Belgii za KSC Hasselt a opět druhou slovenskou ligu za ZŤS Petržalka. V Poháru mistrů evropských zemí nastoupil ve 2 utkáních.

## Ligová bilance
| Ročník                                      | Zápasy | Góly | Klub              |
| ------------------------------------------- | ------ | ---- | ----------------- |
| 1. československá fotbalová liga 1972/73    | 30     | 6    | VSS Košice        |
| 1. československá fotbalová liga 1973/74    | 29     | 7    | VSS Košice        |
| 1. československá fotbalová liga 1974/75    | 25     | 14   | VSS Košice        |
| 1. československá fotbalová liga 1975/76    | 27     | 21   | VSS Košice        |
| 1. československá fotbalová liga 1976/77    | 30     | 11   | VSS Košice        |
| 1. československá fotbalová liga 1977/78    | 30     | 15   | Slovan Bratislava |
| 1. československá fotbalová liga 1978/79    | 6      | 0    | VSS Košice        |
| 1. československá fotbalová liga 1978/79    | 3      | 0    | Slovan Bratislava |
| 1. československá fotbalová liga 1979/80    | 26     | 8    | Slovan Bratislava |
| 1. československá fotbalová liga 1980/81    | 19     | 7    | Slovan Bratislava |
| Primera División 1981/82                    | 6      | 1    | Cádiz CF          |
| 1. slovenská národní fotbalová liga 1981/82 | 8      | 1    | ZVL Žilina        |
| 1. slovenská národní fotbalová liga 1983/84 | 8      | 1    | ZŤS Petržalka     |
| CELKEM 1. československá liga               | 225    | 89   |                   |

## Trenérská kariéra
Po skončení hráčské kariéry se stal fotbalovým trenérem. Se Slovanem Bratislava získal v roce 1992 československý titul, po vzniku samostatné slovenské ligy s ním pak získal i tři tituly slovenské a Slovenský pohár. Ten získal posléze i jako trenér Spartaku Trnava. V letech 2003–2006 byl trenér slovenské reprezentace. Přivedl své mužstvo do baráže o postup na mistrovství světa 2006, tam však neuspělo. V srpnu 2013 přijal nabídku Slovanu Bratislava a vrátil se k A-mužstvu, kde posílil bez nároku na finanční odměnu trenérský tým (Valovič, Kontír). Vedení klubu proklamovalo, že by to mělo být pouze dočasné řešení, zároveň nevyloučilo jeho možné setrvání do konce sezóny.

## Politická kariéra
V roce 2006 započal svou politickou dráhu. Stal se poslancem slovenského parlamentu (Národní rady Slovenské republiky) za sociální demokracii (SMER). Svůj mandát obhájil ve volbách roku 2010.